# Sandbergs sjö
Sandbergs sjö är en sjö i Laholms kommun i Halland och ingår i Genevadsåns huvudavrinningsområde.